# Ravagnin
I Ravagnin (talvolta anche Ravagnini) furono una famiglia aristocratica veronese e trevigiana, ascritta al patriziato veneziano e annoverata fra le cosiddette Case fatte per soldo.

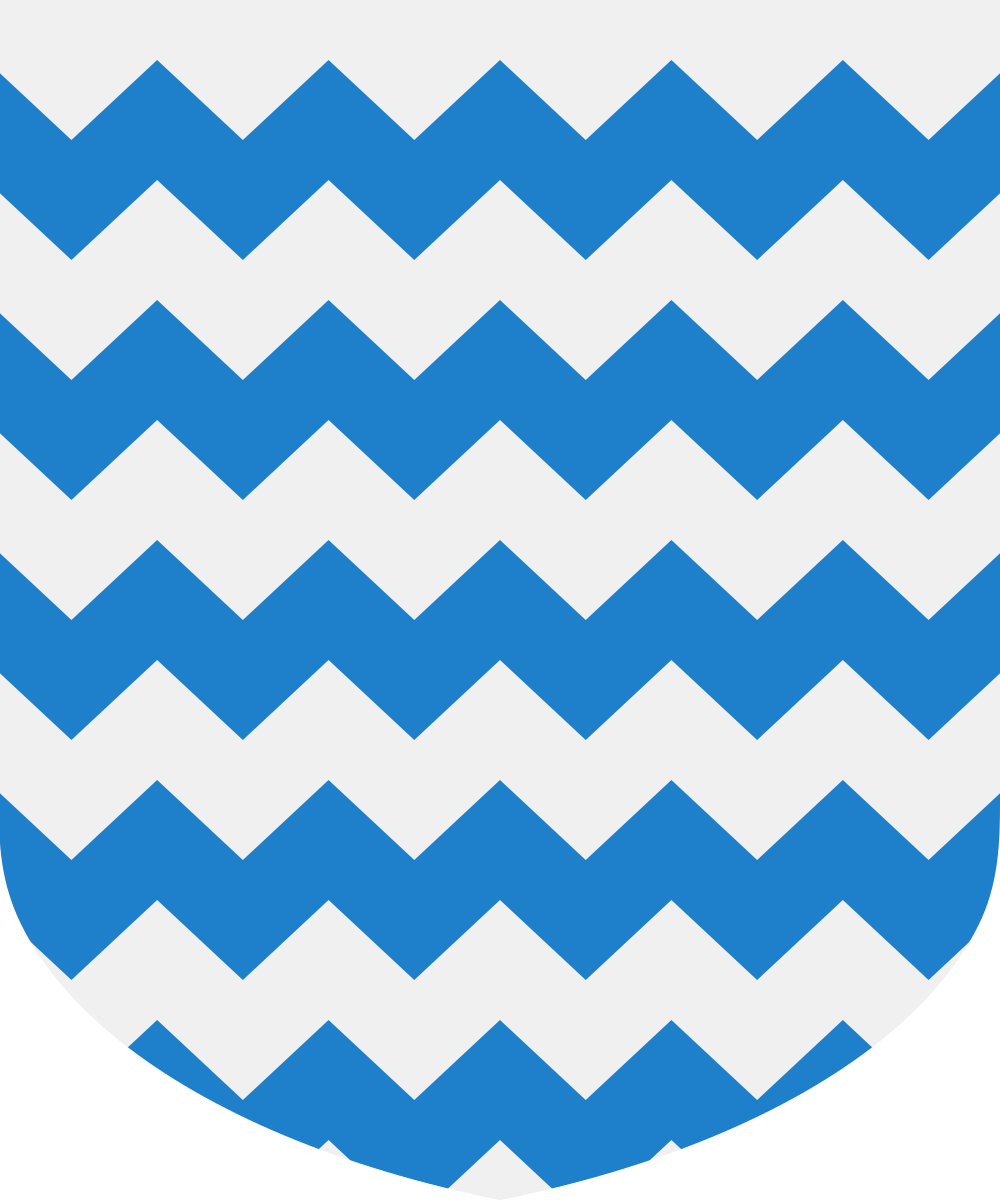
Stemma Ravagnin

## Storia
La tradizione vuole i Ravagnin originari del capoluogo scaligero, benché alcune cronache li attestino presenti anche nella Marca trevigiana sin dal medioevo, ed imparentati con la famiglia Spineda.
Nel 1657, questa casa fu assimilata al corpo patrizio veneziano e ammessa al Maggior Consiglio, a seguito del pagamento della somma prevista per l'acquisto del titolo nobiliare, e contribuendo in tal maniera a rimpinguare l'erario della Repubblica, impegnata contro i Turchi nella guerra per il controllo dell'isola di Candia. La famiglia fu aggregata nelle persone del cavaliere Giulio Ravagnin (originario di Treviso) e dei suoi fratelli, uno dei quali, nel 1684, morì trentaquattrenne, colpito da palla di cannone, sulla galeazza dell'ammiraglio Marco Pisani, sotto Corone. Le votazioni per l'assimilazione dei Ravagnin al patriziato veneto avvennero il giorno 22 luglio, e si svolsero con esito favorevole sia in Senato (118 favorevoli, 20 contrari, 13 astenuti) sia in Maggior Consiglio (434 favorevoli, 158 contrari, 17 astenuti).
Nel 1797, alla caduta della Serenissima, i Ravagnin erano ancora presenti in Maggior Consiglio; non appaiono, tuttavia, tra le famiglie riconosciute nobili dal governo imperiale austriaco.

## Luoghi e architetture
- Villa Ravagnin De Lotto, a Fossalunga di Vedelago.